# 131 Eskadra Myśliwska

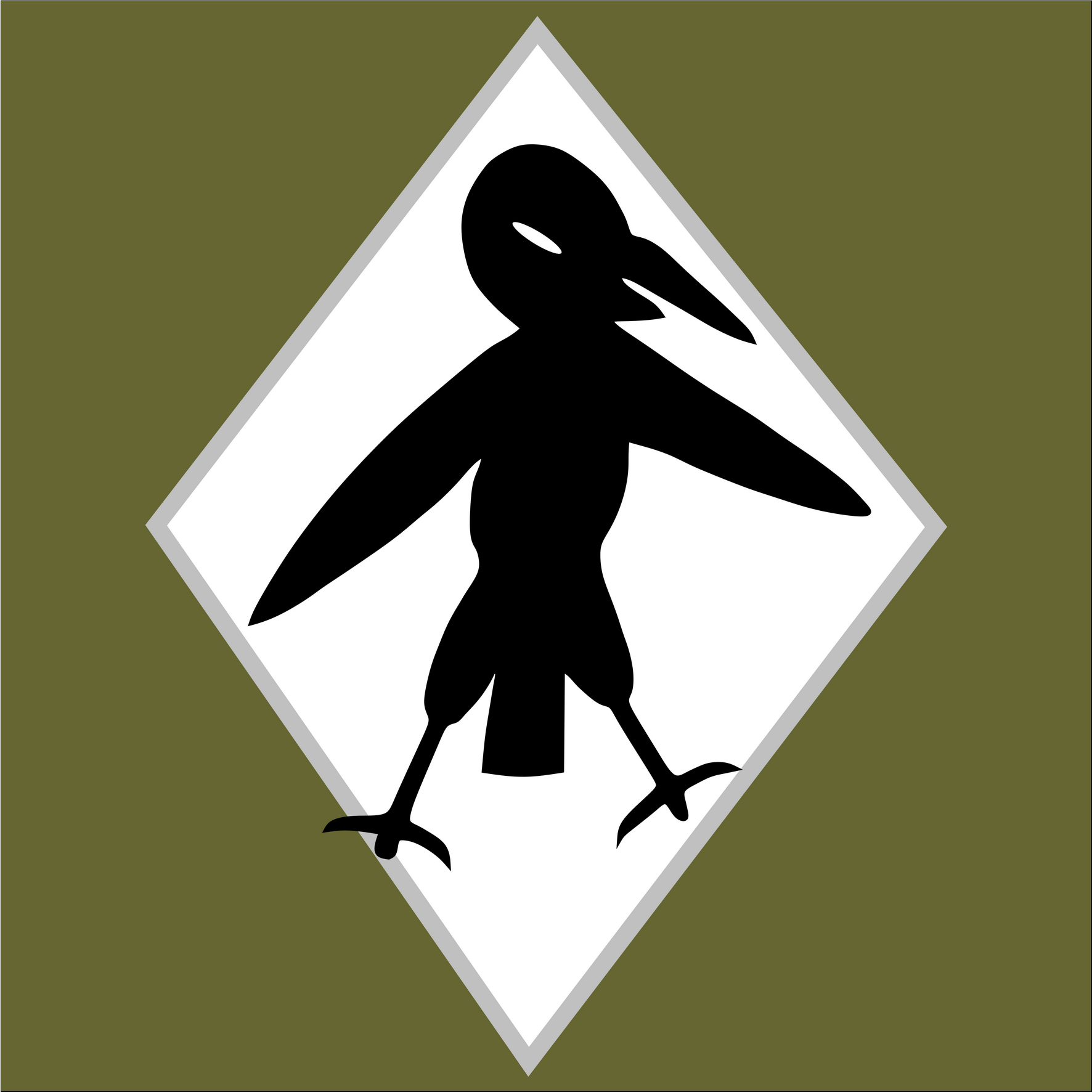
Znak malowany na samolotach PWS.10

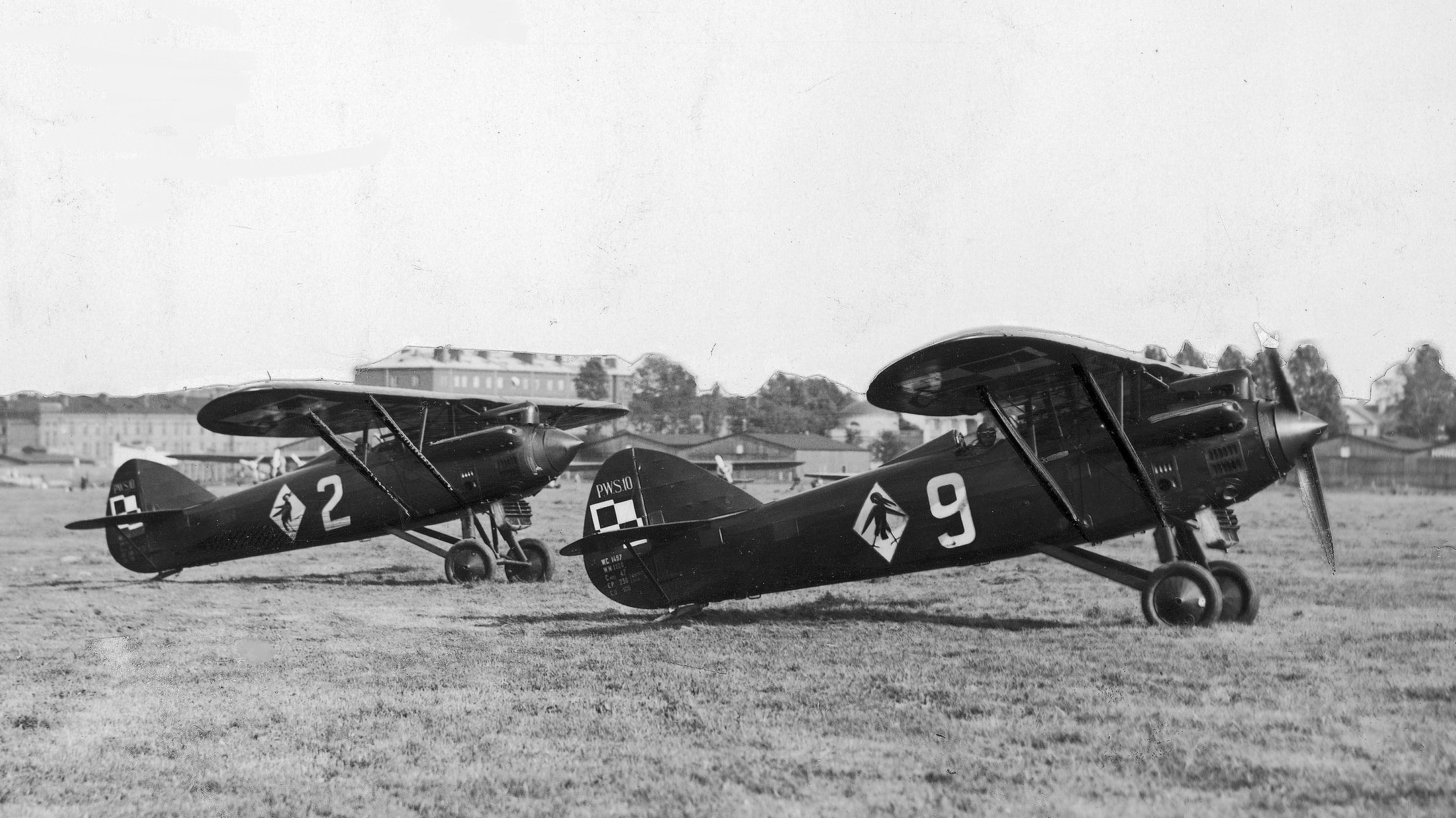
Startujące samoloty PWS-10 131 eskadry

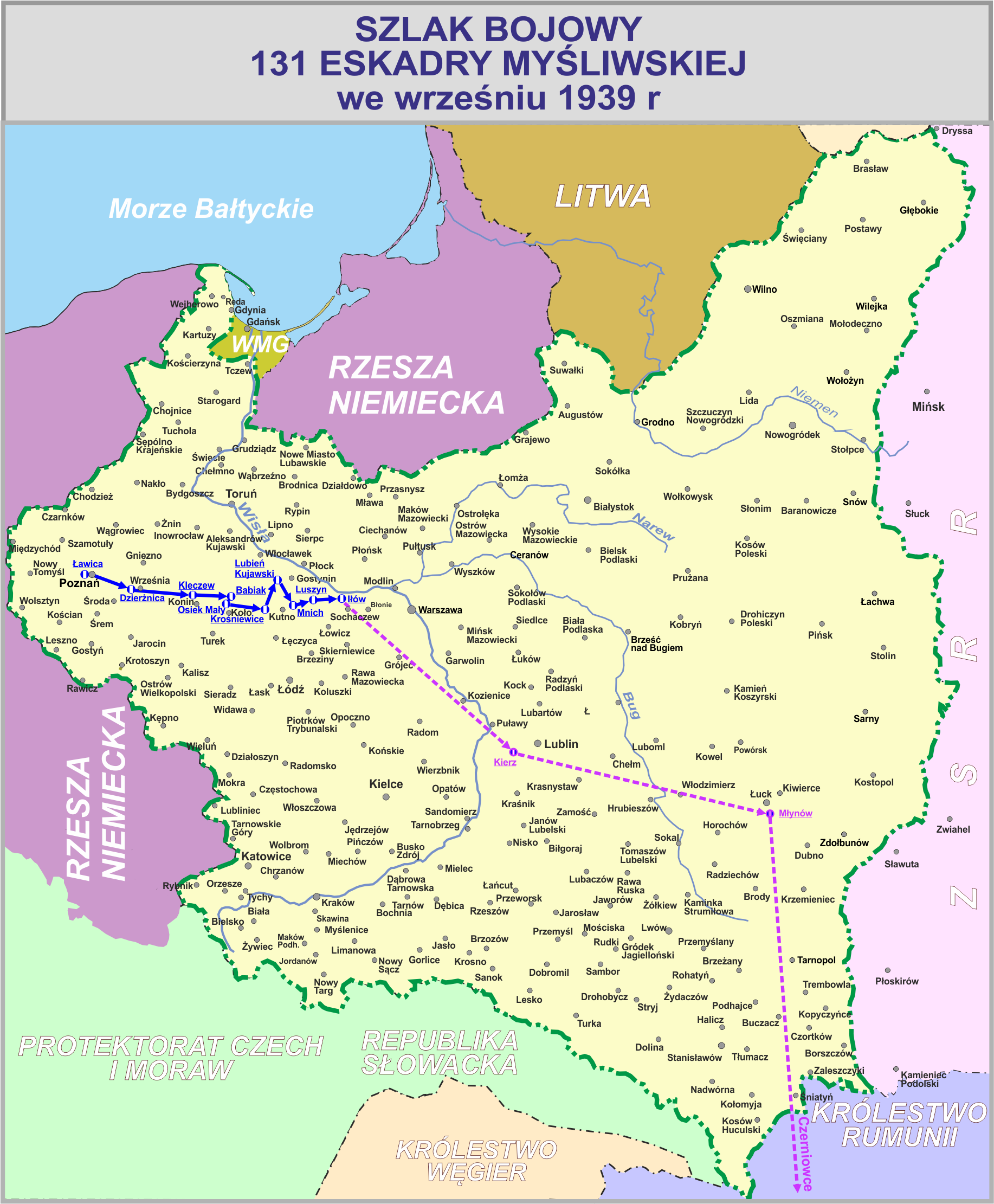

131 eskadra myśliwska (131 em) – pododdział lotnictwa myśliwskiego Wojska Polskiego w II Rzeczypospolitej.
W kampanii wrześniowej 1939 eskadra walczyła w składzie Armii „Poznań”.
W dziewiątym dniu wojny rozwiązano eskadrę i odesłano prawie cały personel do Bazy nr 3, część pilotów  wcielono do 132 eskadry myśliwskiej. 
Godła eskadry: 
- biały poziomy prostokąt na tle zielonego kwadratu z białą obwódką na samolotach Blériot-SPAD S.61;
- „Kruk z czerwonymi lotkami” na tle białego rombu malowany na samolotach P-7a i P-11
- „czarny stylizowany kruk” malowany na samolotach PWS-10.

## 131 eskadra myśliwska w okresie pokoju
W ramach ujednolicenia numeracji eskadr lotnictwa myśliwskiego w zreorganizowanych pułkach lotniczych, rozkazem MSWojsk. Biuro Og.Org. L.dz. 412/tjn.Org. z 2 sierpnia 1928, będącą w strukturach 3 pułku lotniczego 111 eskadrę myśliwską przemianowano na 131 eskadrę myśliwską. Od drugiej połowy tego roku etat sprzętu lotniczego w eskadrach myśliwskich wzrósł do 10 samolotów. Wyposażenie stanowiły samoloty Blériot-SPAD S.61C1.
Na tych samolotach piloci brali udział w manewrach wojsk lądowych przede wszystkim na terenie Wielkopolski. Wcześniej „zaliczali” szkołę ognia na poligonie w Biedrusku. 
Z początkiem 1931 rozpoczęto wymianę niebezpiecznych Spad-ów na samoloty produkcji krajowej PWS-10.
W listopadzie piloci eskadry uczestniczyli w imprezie zorganizowanej przez Śląski Okręg Ligi Obrony Powietrznej i Przeciwgazowej z okazji zakończenia rajdu lotniczek polskich dookoła granic Rzeczypospolitej. Zorganizowano pokazy akrobacji lotniczej. Po uroczystościach, na ręce dowódcy pułku wpłynęło oficjalne podziękowanie od wojewody śląskiego Michała Grażyńskiego za udany występ.
3 maja 1932 po raz pierwszy zorganizowano paradę powietrzną przy udziale wszystkich eskadr liniowych i myśliwskich poznańskiego pułku. Eskadry myśliwskie leciały rojem po 9 samolotów w osi defilady naziemnej nad ulicami Poznania.
Jesienią eskadra uczestniczyła w specjalistycznych ćwiczeniach jednostek lotniczych zgrupowanych na terenie węzła lotnisk Gniezno. Ćwiczono między innymi starty grupowe na alarm, formowanie dużych szyków w powietrzu i lądowanie zespołowe.
W 1933 eskadra została przezbrojona w samoloty produkcji krajowej PZL P.7a.
W październiku do eskadry przybyli pierwsi absolwenci Szkoły Podoficerów Lotnictwa dla Małoletnich o specjalności mechanik samolotowy.
Jesienią, na zaproszenie dowództwa sił powietrznych Rumunii, ekipa pilotów 3 pułku lotniczego gościła w Bukareszcie. 131 eskadrę reprezentowali: kpt.pil. Stanisław Morawski, por.pil. Piotr Laguna i por.pil. Bronisław Drzewiecki.
Na przełomie stycznia i lutego 1934 personel eskadry przebywał na kursie narciarskim w Worochcie.
W kwietniu wszyscy piloci eskadry przeszli kurs „ślepego pilotażu” zorganizowany przy eskadrze treningowej.
W lipcu i sierpniu 131 eskadra uczestniczyła w koncentracji i ćwiczeniach jednostek lotnictwa „wielkopolskiego”. Po zakończeniu ćwiczeń wszystkie jednostki lotnicze odleciały na lotnisko Okęcie, by wziąć udział w defiladzie powietrznej nad Warszawą z okazji zwycięstwa polskich lotników w zawodach lotniczych Challenge 1934.
Latem 1935 piloci eskadry brali udział w manewrach różnych rodzajów broni na Wołyniu. 
Pod koniec 1936 eskadra otrzymała nowe samoloty – PZL P.11a. 
Wiosną 1937 piloci podjęli intensywny trening w powietrzu. Jesienią eskadra poleciała na ćwiczenia z udziałem  dywizjonów z 1. i 2 pułku lotniczego. Zadaniem ćwiczeń było opracowanie zasad obrony załóg eskadr liniowych i towarzyszących przed atakami myśliwców. Ćwiczenia zakończono koncentracją i defiladą powietrzną w Warszawie.
W 1938 eskadra otrzymała niemal całkowite przezbrojona została w samoloty PZL P.11c, na którym piloci odbyli pełny program doskonalenia.
Latem dowództwo pułku zorganizowało międzyeskadrowe zawody sportowe. Rywalizowano w konkurencjach: wielobój, koszykówka, siatkówka, pływanie (indywidualne i sztafety 6x100), gimnastyka. Ekipa 131 eskadry zajęła I miejsce w turnieju koszykówki, gimnastyce i sztafecie pływackiej.
We wrześniu eskadra w składzie III/3 dywizjonu odleciała na lotnisko polowe w rejonie Częstochowy. Przebywała tam do połowy października, czyli do zakończenia akcji „Zaolzie”.

## Działania 131 eskadry myśliwskiej w 1939
Narastające od wiosny 1939 zagrożenie spowodowało konieczność przeprowadzenia częściowej mobilizacji wyszkolonego personelu lotniczego imiennymi kartami MOB. Zwiększono też intensywność szkolenia pilotów. W czerwcu do eskadry wcielono 2 oficerów pilotów rezerwy, 2 podchorążych pilotów rezerwy i 6 podchorążych – absolwentów Szkoły Podchorążych Lotnictwa w Dęblinie. Nowo wcieleni piloci musieli przejść pełny program doskonalenia myśliwskiego łącznie ze szkołą ognia. Ponadto szkolono pilotów obsługi radiostacji. Personel techniczny utrzymywał w ciągłej gotowości bojowej samoloty eskadry.

### Mobilizacja eskadry
Mobilizację realizowano w dniach 23 i 24 sierpnia 1939 na terenie macierzystego lotniska Ławica. Eskadra dokonała tylko niezbędnych czynności przewidzianych elaboratem mobilizacyjnym w zakresie uzupełnienia sprzętu. W tym okresie dowódca dywizjonu przesunął do eskadry treningowej pułku dwóch pilotów przydzielonych w czerwcu 1939. Byli to podchorążowie Edward Kowalski i Józef Piotrowski.
O świcie 31 sierpnia rzut powietrzny odleciał na lotnisko alarmowe Dzierżnica. Na lotnisku polowym  piloci i personel techniczny przygotowywali amunicję i zapoznawali się z organizacja działań na wypadek wojny.

### Walki eskadry w kampanii wrześniowej
Kampanię wrześniową 131 eskadra myśliwska odbyła w składzie III/3 dywizjonu myśliwskiego działając w ramach lotnictwa Armii „Poznań”. 
1 września 1939 dowódca dywizjonu powiadomił żołnierzy eskadry o stanie wojny z III Rzeszą Niemiecką. Nakazał podjęcie działalności bojowej w oparciu o meldunki sieci dozorowania. Podczas startu na zasadzkę pchor. Kortus uległ groźnemu wypadkowi i został odwieziony do szpitala w Poznaniu.
Około południa dowódca lotnictwa armii polecił zorganizować zasadzki w rejonie Kalisza i Poznania. Porucznik Moszyński, pchor. Nowak i kpr. Kroczyński obsadzili zasadzki w okolicach Gułtowy. Przy lądowaniu kpr. Kroczyński lekko wgniótł końcówki lewego skrzydła. Z lotniska Gułtowy wykonali po jednym locie por. Moszyński i kpr. Kroczyński. Tuż nad lotniskiem doszło do wymiany ognia z załogą He-111, ale bez sukcesu.
Zasadzką na lądowisku Kobylepole dowodził kpt. Zaremba, a obsadzili ją piloci: podporucznicy Gedymin, Grzybowski, Wróblewski; podchorążowie Gabryel, Kabat, Rychlicki oraz kaprale Żerkowski i Mazur.
2 września piloci na zasadzkach startowali na sygnał z sieci dozorowania. Ponadto naprowadzanie własnych myśliwców na niemieckie samoloty odbywało się za pomocą radia lub płacht z lotniska.
Z lądowiska Kobylepole wykonano kilka startów na przechwytywanie wypraw bombowych Luftwaffe.
Podporucznik Gedymin, tak zrelacjonował przebieg lotu:

Nad Poznaniem czerwona łuna. To płoną Zakłady Cegielskiego i składy Hartwiga. Bacznie obserwuję przestrzeń, ale nikogo nie widzę. Zatoczyłem krąg nad jeziorami kórnickimi. Mam wysokość ponad 4000 metrów. Nagle dostrzegam samolot! Jest jeszcze daleko, leci z zachodu. Jego wąska sylwetka powiększa się–to Domier 17! Mam przewagę wysokości – jakieś 1000 metrów. Niemiec nie zmienia kursu. Czuję podekscytowanie, obserwuję go uważnie [...] Oddaję drążek na całą długość ręki i walę na niego prostopadle. Wiem, że przeciwnik jest szybszy, że tylko atak z góry może skończyć się moim zwycięstwem. Ogon Domiera rośnie w celowniku, zbliżam się jeszcze bardziej i naciskam spust karabinów maszynowych [...] Biorę poprawkę i walę w niego długimi seriami. Pociski smugowe obejmują niemiecką maszynę – jestem pewien, że ją dziurawią. Domier zatacza krąg wykonując zakręt w prawo. Jestem blisko niego, widzę jak się chwieje. Coś oderwało się od maszyny i zamigotało w powietrzu. To osłona kabiny – domyślam się. A więc będą skakać ze spadochronami. Wkrótce odrywa się od samolotu sylwetka człowieka, za nią druga i trzecia. Przelatuję tuż nad niemiecką maszyną i widzę jeszcze pilota, ale i on opuszcza samolot. Obserwuję teraz skoczków i srebrzysty samolot wykonujący dziwne figury. Pierwszy skoczek nie rozwinął spadochronu – rąbnął w las. Nad pozostałymi wznoszą się białe czasze spadochronów. Samolot spada znacznie szybciej. Widzę jak wali się między drzewa i eksploduje slupem ciemnego dymu i ognia [...] Krzyczę z radości [...] Wykonuję krąg i wracam na lotnisko. Po drodze nawiązuję łączność ze stanowiskiem dowodzenia w Dzierżnicy i melduję o zestrzeleniu niemieckiego bombowca Do-17 [...].

W kolejnym starcie ppor. Gedymin nad wsią Złotniki zestrzelił bombowca He-111. Nie powrócił na lotnisko startujący po raz pierwszy ppor. Wróblewski.
3 września z Dzierżnicy do Gębarzewa odleciał klucz: ppor. Czachowski i ppor. Rowiński, uzupełniony 3 pilotami 132 eskadry. Startujący z tej zasadzki piloci zestrzelili 1 Heinkla 111.
Z zasadzki Kobylepole. kpt. Zaremba w ciągu dnia zestrzelił 2 Ju-86, ale w ostatniej walce został ciężko ranny w nogę i przetransportowany do szpitala. Ponadto ppor. Grzybowski zniszczył 1 He-111, a pchor. Kabat i kpr. Mazur wspólnie także 1 He-111.
Rano 4 września klucz por. Moszyńskiego z ppor. Gedyminem i pchor. Nowakiem odleciał do Żnina. Wieczorem uszkodzono He-111, który musiał lądować przymusowo w polu. Podchorąży Nowak został lekko ranny w stopę.
Na pozostałych zasadzkach piloci eskadry nie odnotowali sukcesów.
W godzinach popołudniowych ewakuowano lotnisko Dzierżnica, przenosząc stanowisko dowodzenia początkowo do Witkowa, a następnie na lotnisko Kleczew.
5 września dowódca dywizjonu nakazał przeniesienie eskadr na lądowisko Babiak. Załogi likwidowały zasadzki i przegrupowywały się w nakazane miejsce. W południe zmieniono rozkaz, a nowym lotniskiem dla eskadry miał być Osiek Mały.
Od rana 6 września klucze eskadry osłaniały przegrupowania oddziałów Armii „Poznań”. Podporucznik Gedymin i pchor. Nowak asekurowali przemarsze wojsk po szosie Ślesin–Sompolno. Po południu, podczas patrolowania rejonu linii kolejowej Słupca–Kłodawa, klucz: ppor. Gedymin, pchor. Nowak i kpr. Źerkowski przechwycił wyprawę Heinkli-111 lecącą od strony Słupcy. W wyniku stoczonej walki zestrzelono 3 He-111. Samoloty niemieckie wyrzuciły ładunek bomb w pole i zawracały na zachód.
W trakcie starcia ciężko ranny został ppor. Gedymin. Odwieziono go do szpitala w Poznaniu.
7 września klucze eskadry nadal osłaniały dla osłony przemarsz 14, 17 i 25 Dywizji Piechoty. W trakcie patrolowania i zwalczania niemieckich bombowców osłanianych przez Messerschmitty zestrzelono 2 Ju-86, He-111 i 1 Me-110. Straty własne - 1 pilot ranny w nogi umieszczony w szpitalu w Kole, a drugi - niewola po kraksie.
Uszkodzony P.11 na lądowisku pod Ślesinem został naprawiony, a kpr. Matuszak dostarczył go do jednostki. Wieczorny rozkaz nakazywał przesunięcie dywizjonu na lotnisko Krośniewice.
8 września piloci eskadry nadal patrolowali w rejonach przemarszu własnych wojsk i ubezpieczali loty 34 eskadry rozpoznawczej. W tym dniu zniszczono kolejne trzy samoloty niemieckie. Rozkaz na następny dzień nakazywał ubezpieczać własne pododdziały rozpoznawcze, zwalczać lotnictwo npla w rejonie Kutna, a samoloty niezdatne do lotów bojowych oraz zbędny personel i sprzęt odesłać do Bazy Nr 3 w Lublinie.
9 września w południe poleciał do Warszawy por. Wiśniewski, by ustnie przekazać dowódcy Brygady Bombowej prośbę dowódcy Armii „Poznań” o zbombardowanie niemieckiej kolumny pancernej posuwającej się szosą w rejon Łęczycy. Pilot, nie otrzymawszy żadnej odpowiedzi, wrócił do Krośniewic na mocno postrzelanym przez własne oddziały samolocie.
Tego dnia zorganizowano na lotnisku Osiek Mały zasadzkę, obsadzoną przez por. Grzybowskiego i pchor. Nowaka. Podczas patrolu ppor. Grzybowski  stoczył zwycięską walkę z Me-109. Pilotem zestrzelonej maszyny był major Luftwaffe.
O 15.00 na ogólnej zbiórce personelu III/3 dywizjonu mjr pil. Mieczysław Mümler podał do wiadomości decyzję o rozwiązaniu 131 eskadry. Prawie cały personel odesłany został do Bazy nr 3. Nieliczni pozostali w 132 eskadrze.
10 września piloci: Moszyński, Rychlicki, Salski, Matuszak i Żerkowski odlecieli na wybrakowanych samolotach, a personel naziemny pod dowództwem ppor. Tureckiego odjechał do Lublina. Pozostali piloci: ppor. Grzybowski, pchor. Nowak i Kabat oraz kpr. Kroczyński nadal walczyli w ramach uszczuplonego dywizjonu. 13 września pchor. Nowak zestrzelił Do-17.
Ewakuowany do Bazy personel nie dotarł jednak do Lublina. Ostatecznie, w dniach 14 i 15 września część dołączyła do III/1 dywizjonu myśliwskiego. Pozostali przedzierali się rzutem kołowym na południowy wschód, gdzie 17 września we wsi Wieniawska koło Trembowli rozproszyli się i częściowo zostali internowani w ZSRR.
| Zestrzelenia                              | Zestrzelenia                               | Zestrzelenia                               | Zestrzelenia                               |
| ----------------------------------------- | ------------------------------------------ | ------------------------------------------ | ------------------------------------------ |
|                                           | Pewne                                      | Prawdopodobne                              | Uszkodzenia                                |
| 11½                                       | 11½                                        | 1                                          |                                            |
| Straty eskadry                            |                                            |                                            |                                            |
| Ranni                                     | kpt. Zaremba, ppor. Gedymin, pchor. Kortus | kpt. Zaremba, ppor. Gedymin, pchor. Kortus | kpt. Zaremba, ppor. Gedymin, pchor. Kortus |
| Niewola                                   | pchor. Kabat, pchor. Nowak                 | pchor. Kabat, pchor. Nowak                 | pchor. Kabat, pchor. Nowak                 |
| Samoloty                                  |                                            |                                            |                                            |
| Stan                                      | Uzupełnienie                               | Zniszczone                                 | Przekazanie                                |
| 10 P.11c                                  | 0                                          | 3                                          | 6– 132 em, 1 – 111 em                      |
| Zwycięstwa powietrzne pilotów 131 eskadry |                                            |                                            |                                            |
| Data                                      | Stopień, imię i nazwisko                   | Stopień, imię i nazwisko                   | Zestrzelenia                               |
| 2 września                                | kpt. pil. Zaremba                          | kpt. pil. Zaremba                          | 1 He 111                                   |
| 2 września                                | ppor. pil. Gedymin                         | ppor. pil. Gedymin                         | Do 17                                      |
| 3 września                                | ppor. pil. Gedymin                         | ppor. pil. Gedymin                         | 1 He 111                                   |
| 3 września                                | kpt. pil. Zaremba                          | kpt. pil. Zaremba                          | 1 Do 17                                    |
| 3 września                                | por. pil. Moszyński                        | por. pil. Moszyński                        | 1 He 111                                   |
| 4 września                                | kpr. pil. Kroczyński                       | kpr. pil. Kroczyński                       | 1 Do 17                                    |
| 5 września                                | pchor.pil.Salski                           | pchor.pil.Salski                           | 1 He 111                                   |
| 5 września                                | pchor. pil. Kabat                          | pchor. pil. Kabat                          | 1 Do 17                                    |
| 7 września                                | ppor. pil. Grzybowski                      | ppor. pil. Grzybowski                      | 1 He 111                                   |
| 8 września                                | kpr. pil. Gabriel                          | kpr. pil. Gabriel                          | 1 He 111                                   |
| 10 września                               | kpr.pil.Matuszak                           | kpr.pil.Matuszak                           | 1 He 111                                   |
| 10 września                               | ppor. pil. Gedymin                         | ppor. pil. Gedymin                         | 1 He 111                                   |
| 11 września                               | ppor. pil. Grzybowski                      | ppor. pil. Grzybowski                      | 1 He 111                                   |
| 13 września                               | kpr. pil. Mazur                            | kpr. pil. Mazur                            | 1 He 111                                   |
| 14 września                               | ppor. pil. Nowak                           | ppor. pil. Nowak                           | 1 Do 17                                    |
| 15 września                               | kpr. pil. Mazur                            | kpr. pil. Mazur                            | 1 Hs 126                                   |

## Obsada personalna eskadry
| Stopień, imię i nazwisko       | Okres pełnienia służby |
| ------------------------------ | ---------------------- |
| kpt. pil. Adam Kowalczyk       | 1928 – XI 1928         |
| por. pil. Tadeusz Kurdziel     | XI 1928 – 12 XI 1929   |
| por. pil. Konstanty Zakrzewski | 12 XI 1929 – IV 1930   |
| por. pil. Tadeusz Kurdziel     | IV 1930 – 6 V 1932     |
| kpt. pil. Stanisław Morawski   | 6 V 1932 – IV 1934     |
| por. pil. Piotr Laguna         | IV 1934 – XI 1937      |
| por. pil. Jerzy Zaremba        | XI 1937 – 1939         |

| Stanowisko        | Stopień imię i nazwisko                  |
| ----------------- | ---------------------------------------- |
| dowódca           | kpt. Jerzy I Zaremba                     |
| zastępca dowódcy  | por. Zbigniew Stefan Moszyński           |
| oficer techniczny | ppor. Henryk Heinz Wilhelm Busen-Schmitz |
| pilot             | ppor. Włodzimierz Gedymin                |
| pilot             | ppor. Leszek Kazimierz Grzybowski        |

| Stanowisko               | Stopień, imię i nazwisko              |
| ------------------------ | ------------------------------------- |
| dowódca eskadry          | kpt. pil. Jerzy Zaremba               |
| zastępca dowódcy eskadry | por. pil. Zbigniew Moszyński          |
| oficer techniczny        | ppor. techn. Włodzimierz Koźmiński    |
| szef mechaników          | majster wojskowy Franciszek Borkowski |
| szef administracyjny     | st. sierż. Antoni Kocik               |
| Piloci                   | ppor. Włodzimierz Gedymin             |
| Piloci                   | ppor. Lech Grzybowski                 |
| Piloci                   | ppor. Zbigniew Rowiński               |
| Piloci                   | ppor. Aleksander Wróblewski           |
| Piloci                   | pchor. Alfons Kabat                   |
| Piloci                   | pchor. Florian Kortus                 |
| Piloci                   | pchor. Mirosław Nowak                 |
| Piloci                   | pchor. Jerzy Salski                   |
| Piloci                   | kpr. pchor. rez. Bolesław Rychlicki   |
| Piloci                   | kpr. Tomasz Gabriel                   |
| Piloci                   | kpr. Brunon Kroczyński                |
| Piloci                   | kpr. Stanisław Matuszak               |
| Piloci                   | kpr. Romuald Żerkowski                |

## Samoloty eskadry
W 1928 na wyposażeniu eskadry znajdowało się 10 samolotów Blériot-SPAD S.61C1.
Z początkiem 1931 rozpoczęto wymianę niebezpiecznych Spad-ów na samoloty produkcji krajowej PWS-10.
W 1933 eskadra została przezbrojona w samoloty produkcji krajowej PZL P.7a.
Pod koniec 1936 eskadra otrzymała nowe samoloty – PZL P.11a.
W 1938 eskadra otrzymała niemal całkowite przezbrojona została w samoloty PZL P.11c.
We wrześniu 1939 eskadra dysponowała dziesięcioma samolotami PZL P.11c.

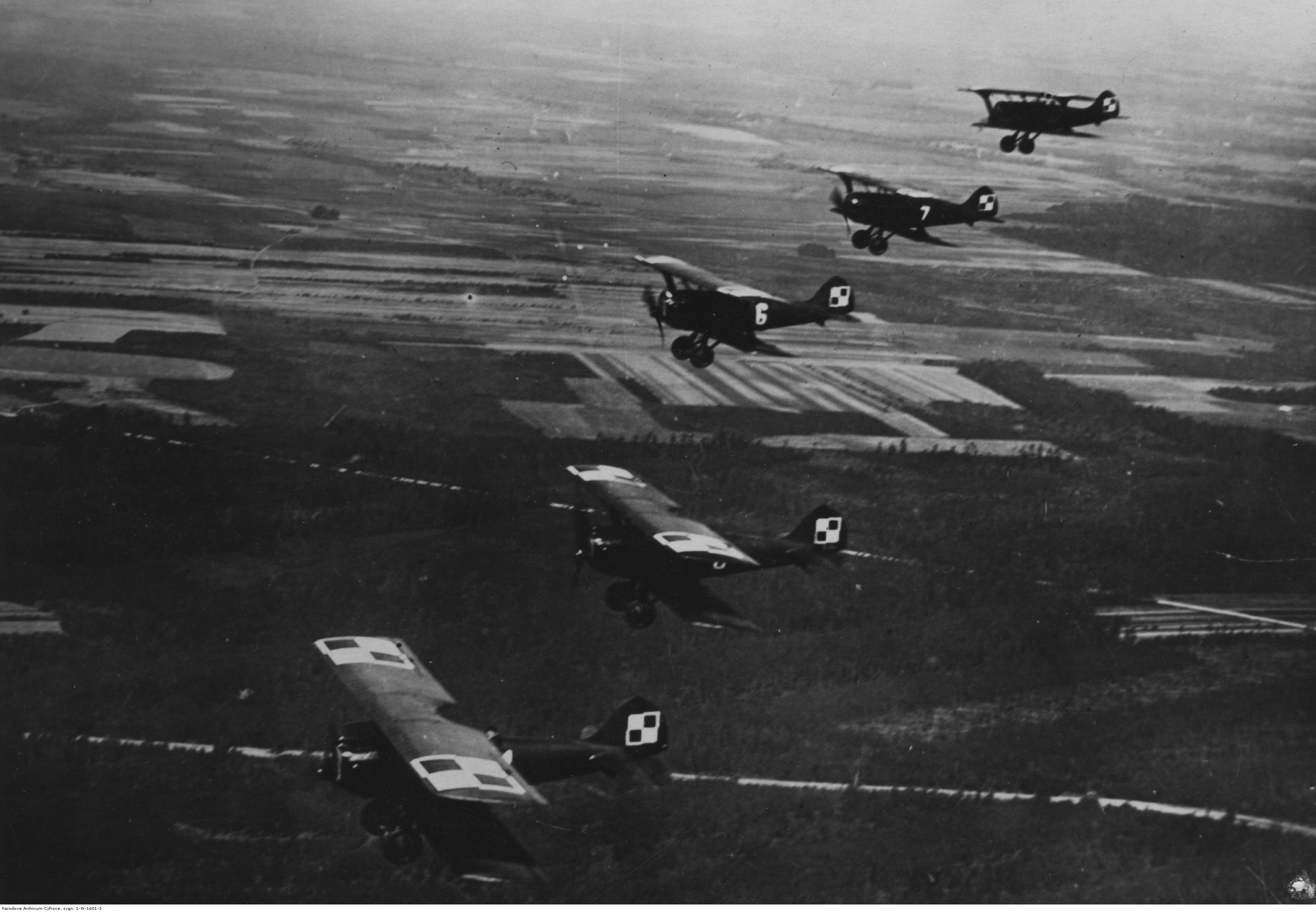
Blériot-SPAD S.61 ( –1931)
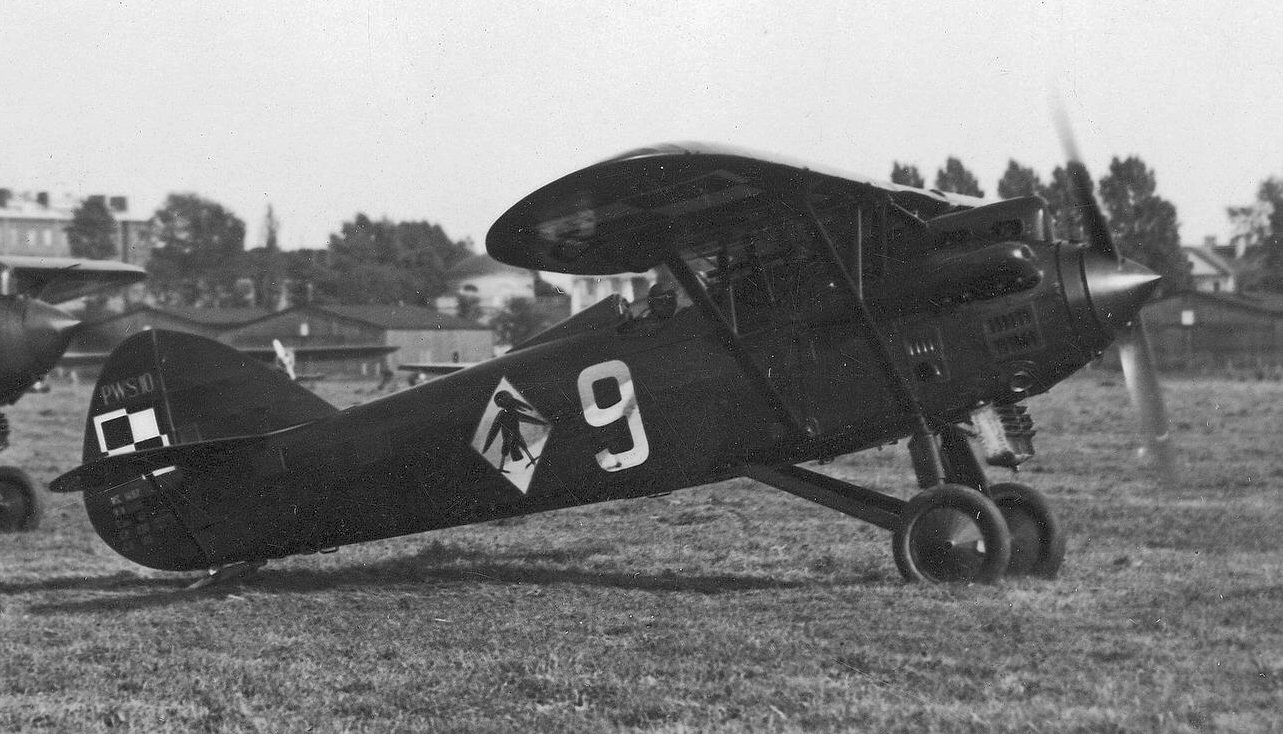
PWS-10 (1931–1933)
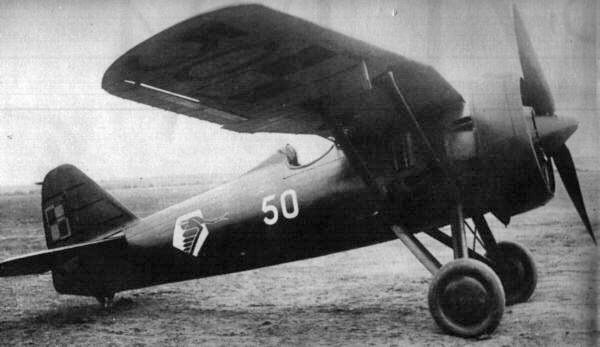
PZL P.7 a (1933 – 1936)
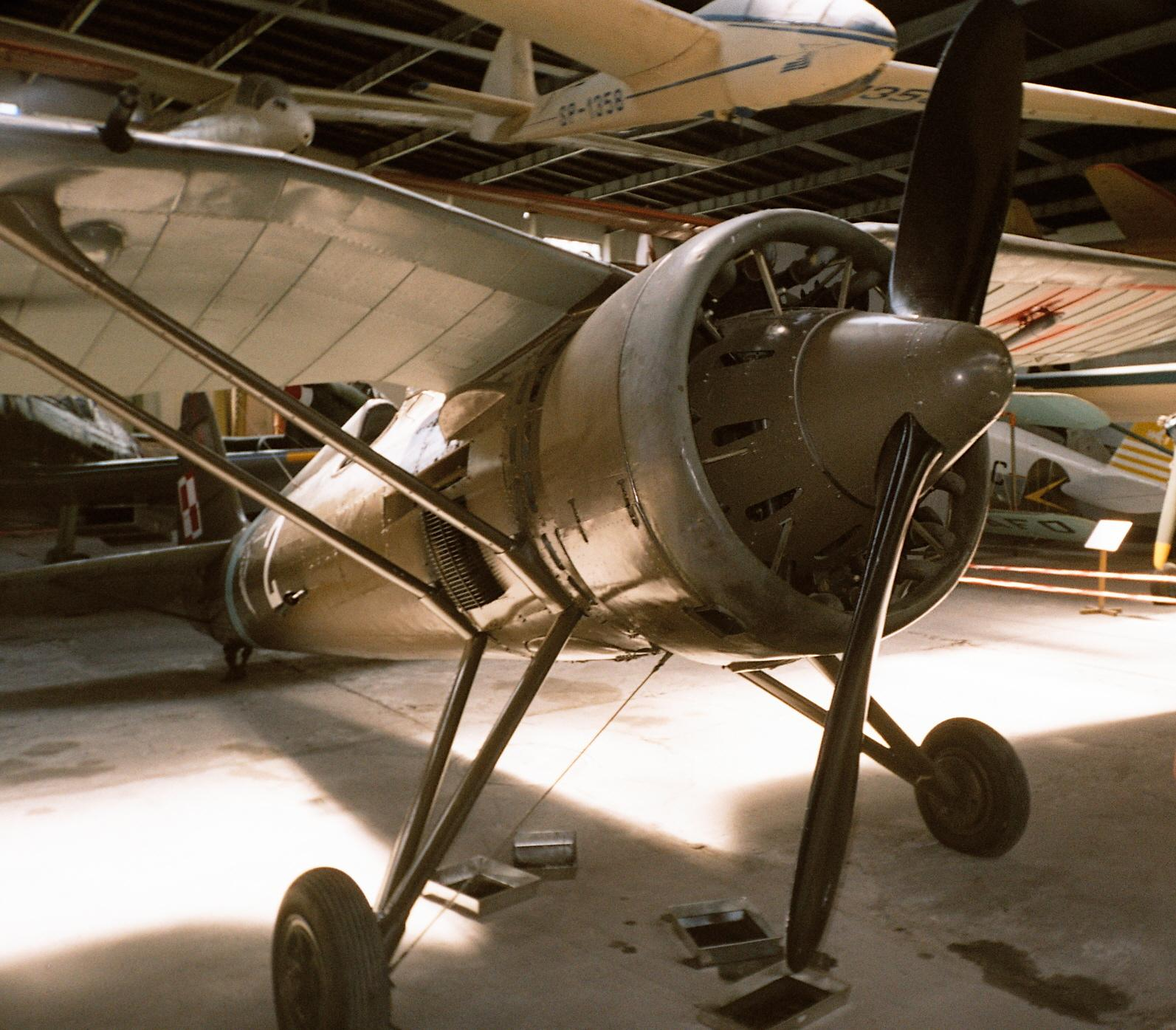
PZL P.11c (1936–1939)

## Wypadki lotnicze
- 24 października 1928 zginął w locie treningowym por. pil. Franciszek Kusiński[2].
- w 1929 podczas ćwiczebnej walki powietrznej nastąpiło zderzenie dwóch Spad-ów. Por. Eugeniusz Sączewski ratował się skokiem ze spadochronem, a sierż. Walenty Biskup wylądował na uszkodzonym samolocie. Piloci nie odnieśli większych obrażeń[2].
- 17 czerwca 1930 pod Garbowem zginął w locie służbowym plut. pil. Jan Rydlewski, odkomenderowany jako instruktor do Oficerskiej Szkoły Lotniczej w Dęblinie[4].
- 24 lipca 1931 przy oblatywaniu prototypu zginął oddelegowany do Instytutu Badań Technicznych Lotnictwa por. pil. Witold Wize[4].
- 18 sierpnia 1932 zginął w locie treningowym por. pil. Ludwik Pietraszkiewicz[4].
- 22 sierpnia 1932, przy zrzucaniu wieńca podczas pogrzebu por. Pietraszkiewicza, zderzyły się w powietrzu dwa samoloty. Piloci: plut. pil. Florian Nowak i kpr. pil. Wacław Bidas ponieśli śmierć[4].
- 5 lipca 1934, podczas ćwiczebnej walki powietrznej, zderzyli się por. pil. Gustaw Langer i kpr. pil. Andrzej Malarowski. Por. Langer zginął, a kpr. Malarowski uratował się skacząc ze spadochronem[35].
- 14 stycznia 1935, podczas strzelania do rękawa „H”, kpr. ndt. pil. Władysław Lemański zaczepił samolotem o rękaw i poniósł śmierć[6].
- 31 marca 1937, podczas strzelania do rękawa, ppor. pil. Andrzej Billewicz zderzył się z samolotem pilotowanym przez ppor. Władysława Sadowskiego. Obaj piloci zginęli[6].
- 7 maja 1937 por. Włodzimierz Kujawski zderzył się w walce powietrznej z pilotem 132 eskadry por. Aleksandrem Zyskowskim. Obaj piloci ponieśli śmierć[6].

## Upamiętnienie
Tradycje eskadry kultywowały następujące jednostki:
- 302 dywizjon myśliwski „Poznański”
- II dywizjon myśliwski Krakowsko-Poznański
- 3 pułk lotnictwa myśliwskiego „Poznań”
- 3 eskadra lotnictwa taktycznego „Poznań”
- 31 Baza Lotnictwa Taktycznego